# Tischa beAv

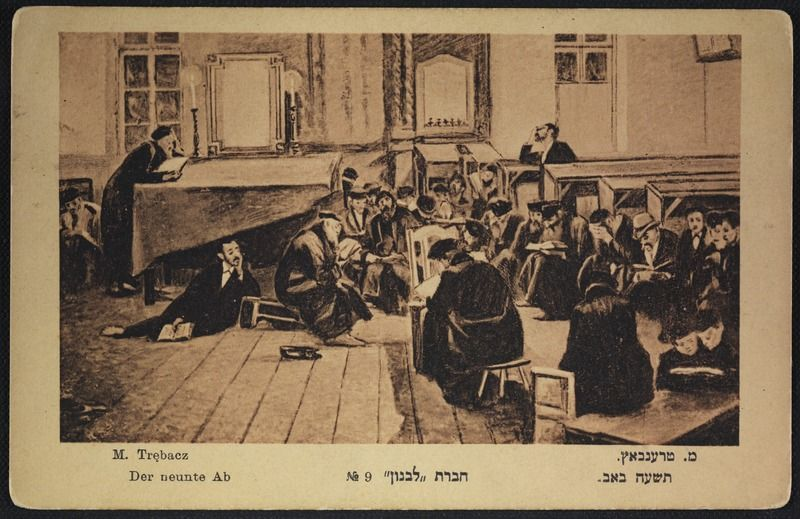
Le neuf Ab. Gemalt von Maurycy Trębacz. Aus den Sammlungen der Israelischen Nationalbibliothek

Der 9. Aw (hebräisch תשעה באב tischʿa beAv, deutsch ‚der 9. im Aw‘, andere Transkription: Tisha BʾAv) ist der neunte Tag des Monats Aw des Jüdischen Kalenders. Er ist ein jüdischer Fast- und Trauertag, an dem der Zerstörung des Jerusalemer Tempels gedacht wird, und bildet Höhepunkt und Abschluss der Trauerzeit der drei Wochen.

## Bedeutung und Ablauf
Der rabbinischen Überlieferung zufolge (Mischna Traktat Taʿanit 4,6) fand sowohl die Zerstörung des 1. und des 2. Tempels als auch die Zerstörung Betars im Bar-Kochba-Aufstand (132–135 n. Chr.) am Tischa beAv statt. Ebenso fällte demnach Gott am 9. Aw das Urteil über die jüdischen Vorfahren nach der Sünde des Goldenen Kalbs. Am 9. Aw geschah auch das „Umpflügen“ der Stadt Jerusalem durch die Römer.
Der 9. Aw ist neben Jom Kippur der einzige öffentliche lange Fasttag. Er dauert 25 Stunden, von Sonnenuntergang am Vorabend bis zum Erscheinen der Sterne am nächsten Tag.
Im synagogalen Gottesdienst werden unter anderem die Klagelieder und besondere קִינוֹת qinōt (Trauerlieder) gelesen. Zum Verständnis für die Hintergründe der Zerstörung des Zweiten Tempels dient unter anderem die talmudische Erzählung von Kamza und Bar-Kamza.
Dem Jerusalemer Talmud (Berachot 2:4) zufolge soll der Messias ebenfalls am 9. Aw geboren werden.

## Die fünf Unglücke

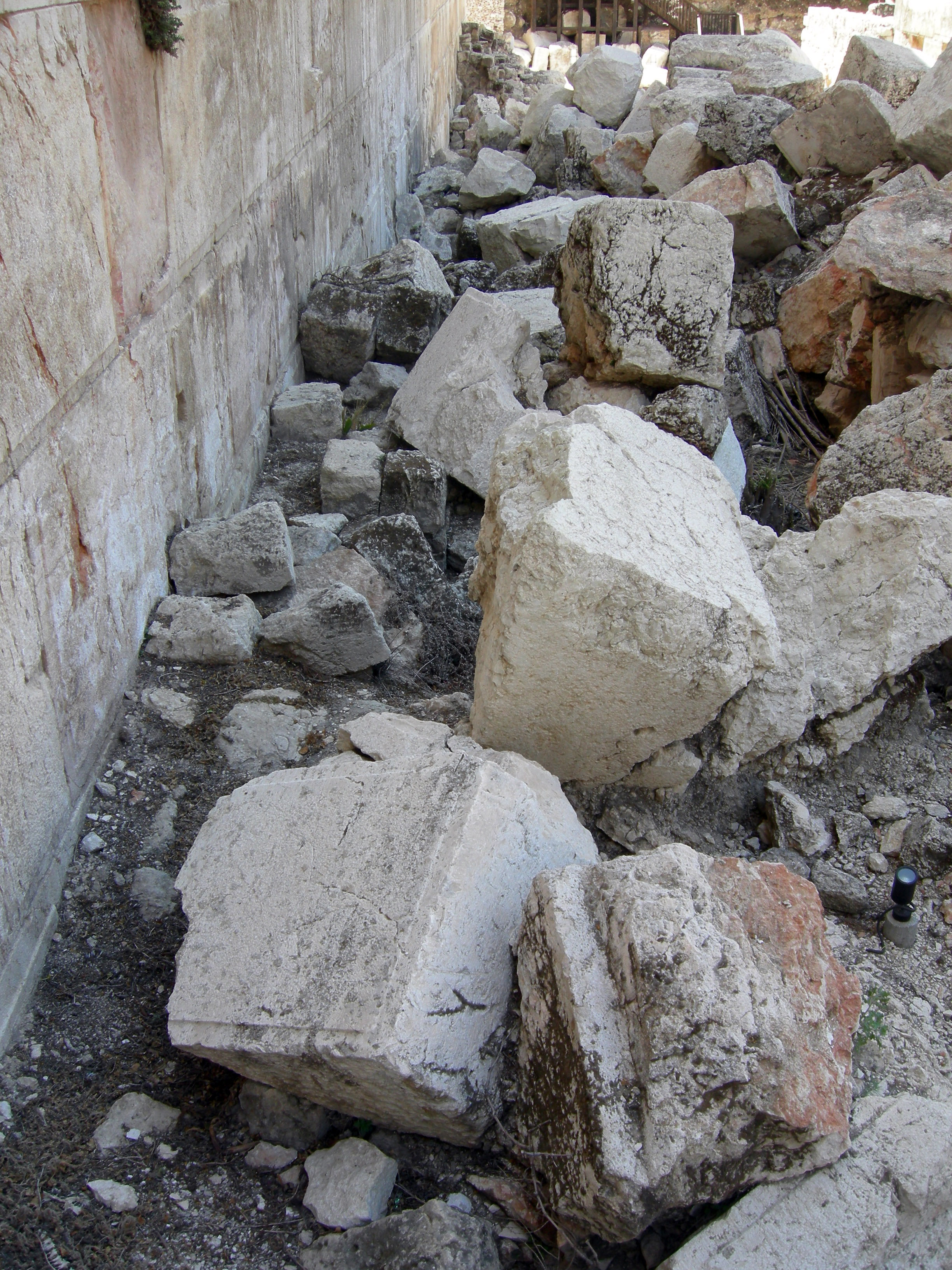
Von römischen Soldaten im Jahr 70 n. Chr. aus der Westmauer des Tempelberges herausgerissene Steine

Nach der Mischna (Traktat Taʿanit 4:6), haben sich fünf Unglücke am neunten Aw ereignet, die das Fasten rechtfertigen:
1. Dem Volk Israel wurde in der Wüste angekündigt, dass es noch 40 Jahre zu wandern habe. Die Episode wird in 4. Buch Mose, 13 berichtet. Dort findet sich zwar keine Datumsangabe, aber nach jüdischer Überlieferung ereignete sich das Ereignis am 9. Aw.
2. Salomons Tempel (Der erste Tempel) und das Königreich Juda wurden 586 v. Chr. von den Babyloniern unter König Nebuchadnezzar zerstört, und die Judäer wurden gefangen ins Exil nach Babylon verbannt.
3. Der zweite Tempel wurde 70 n. Chr. durch die Römer zerstört.
4. Der Bar-Kochba-Aufstand gegen Rom schlug fehl, Schimʿon bar Kochba wurde 135 n. Chr. umgebracht und die Stadt Betar erobert.
5. Die Stadt Jerusalem wurde 136 n. Chr. gepflügt (dem Erdboden gleichgemacht).

Der Traktat Ta’anit sagt, dass die Zerstörung am 9. Aw begann und am 10. Aw endete.

## Einzelheiten zum Fasten und zum Tagesablauf
Am 9. Aw fängt man schon am Abend vorher zu fasten an. Für den 9. Aw gelten die gleichen Vorschriften wie für den Versöhnungstag: Es darf weder gegessen noch getrunken werden, man darf sich weder baden noch den Körper einsalben, keine Lederschuhe tragen und keinen Geschlechtsverkehr ausüben.
Man grüßt sich auch nicht am 9. Aw. Bei der „letzten Mahlzeit vor dem Fasten“ (Seʿuda Mafseket) isst man im Allgemeinen ein hartgekochtes Ei – das als Zeichen der Trauer gilt –, das in Asche getunkt wurde, die an die Asche erinnert, die vom Tempel übrig blieb. Diese „letzte Mahlzeit vor dem Fasten“ isst man auch für sich allein, ohne die sonst übliche Tischgemeinschaft – ein starkes Symbol der Trauer, weil ja das gemeinschaftliche Zeremoniell im jüdischen Leben im Allgemeinen stark betont wird.
Man geht in der Nacht in die Synagoge, setzt sich nach dem Abendgebet auf den Boden oder einen niedrigen Hocker. Und in einem schwachen Licht – Vorhang und Decken fehlen bei Toraschrein und Bima – werden die Klagelieder vorgelesen, als deren Verfasser Jeremia gilt, der Prophet der Zerstörung. Danach folgen weitere Trauergesänge, die Kinot, die verschiedene Dichter im Mittelalter verfasst haben. Die Gemeinde hört diesen Vorträgen stumm zu; der Gottesdienst endet mit einigen tröstlichen Versen aus den Propheten (Sach. 1).
Dann steht man auf und verlässt grußlos die Synagoge. Nach dem Tagesausgang am 9. Aw bricht man das Fasten mit einer Milchspeise. Bis in die Nachmittagsstunden des 10. Aw sieht man davon ab, sich die Haare schneiden zu lassen, sich zu rasieren, Fleisch zu essen und Wein zu trinken wie auch zu heiraten. Dies in Erinnerung daran, dass der Tempel auch noch am 10. Aw brannte.
Fällt der 9. Aw auf einen Schabbat, wird das Fasten um einen Tag verschoben. Es beginnt dann am Schabbatausgang. In solch einem Fall darf man schon am Ende des nächsten Tages, d. h. am 10. Aw, Fleisch essen und Wein trinken, und es darf auch geheiratet werden.

## Tischa beAv im Gregorianischen Kalender
Jeder Festtag beginnt am Vorabend, denn im jüdischen Kalender dauert der Tag vom Vorabend bis zum Abend des Tages – nicht von 0 bis 24 Uhr.
| Jüdisches Jahr | Gregorianisches Datum |
| -------------- | --------------------- |
| 5784           | 13. August 2024       |
| 5785           | 3. August 2025        |
| 5786           | 23. Juli 2026         |
| 5787           | 12. August 2027       |